# Takikawa, Hokkaidō
Takikawa (滝川市 Takikawa-shi) là một thành phố thuộc tỉnh Hokkaidō, Nhật Bản.